# Karl Pearson

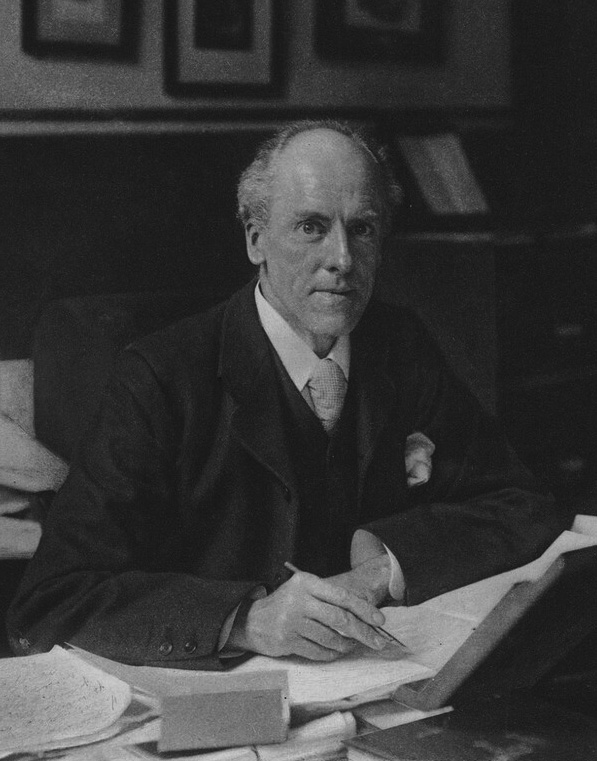
Karl Pearson (1910)

Karl Pearson (* 27. März 1857 in London; † 27. April 1936 in Coldharbour, Surrey) war ein britischer Mathematiker. Sein Sohn Egon Pearson (1895–1980) war ebenfalls Statistiker.

## Akademisches Werk
Pearson studierte Mathematik in Cambridge und beschäftigte sich intensiv mit philosophischen und theologischen Fragestellungen. Spätere Aufenthalte in Heidelberg und Berlin nutzte Pearson u. a. für das Studium der Physik, Metaphysik und der deutschen Literatur. Er galt als Fachmann in den unterschiedlichsten Zweigen der Wissenschaft (z. B. Mathematik, Physik, deutsche Literatur, Recht, Theologie und Geschichte). Sein wissenschaftlicher Beitrag zur Statistik machte Pearson populär (siehe z. B. Korrelationskoeffizient). Er gilt auch als einer der großen frühen Pioniere der Psychologie.
Nach seinem Tod erschienen 1978 seine Vorlesungen über Geschichte der Statistik im 17. und 18. Jahrhundert.

## Eugenik und Rassenlehre
Pearson war überzeugt, dass eine Nation „ein homogenes Ganzes sein muss, nicht eine Mischung hochwertiger und geringwertiger Rassen“. Dies hielt er für eine wissenschaftliche Sicht auf das Phänomen der Nation. Eine Nation müsse „die Rekrutierung ihrer Mitglieder […] aus dem besseren Zuchtgut“ sicherstellen und sich als konkurrenzfähig erweisen, „hauptsächlich durch Kriege mit minderwertigen Rassen“. Solche Ansichten waren zu Lebzeiten Pearsons nicht ungewöhnlich.
In der Debatte um Einwanderung von Juden nach Großbritannien positionierte sich Pearson auf der Seite der Gegner.
Pearson kam zu folgendem Fazit:
„Das Wohlergehen unseres eigenen Landes ist untrennbar verbunden mit der Bewahrung und Verbesserung seines Erbgutes, und unsere Forschungen belegen nicht, dass dies mit dem uneingeschränkten Einlass jüdischer oder aller anderen Arten von Einwanderern vereinbar ist.“

## Auszeichnungen
1896 wurde Pearson als Mitglied („Fellow“) in die Royal Society gewählt, die ihn 1898 mit der Darwin-Medaille auszeichnete. 1928 wurde er in die American Academy of Arts and Sciences und 1934 in die Royal Society of Edinburgh gewählt. 1912 erhielt er den Weldon Memorial Prize.
Der Asteroid (29458) Pearson wurde nach ihm benannt.

## Schriften
- The Grammar of Science. Adam and Charles Black, London 1892. 3. Auflage 1911
- National Life from the Standpoint of Science. Cambridge University Press, Cambridge 1900. 2. Auflage 1905.
- Über Zweck und Bedeutung einer nationalen Rassenhygiene (National-Eugenik) für den Staat : 14. Robert-Boyle-Vorlesung, gehalten vor dem "Oxford University Junior Science Club" am 17. Mai 1907; 1908